# Anne Innis Dagg
Anne Christine Innis Dagg (25 de enero de 1933 - 1 de abril de 2024) fue una zoóloga canadiense, feminista y autora de numerosos libros. Se alude a veces a Anne Innis Dagg como «la Jane Goodall de las jirafas»; es una manera de reconocer sus importantes contribuciones al estudio de esta especie de mamíferos. Como otras científicas, Dagg tiene el mérito de haber estudiado su especie favorita –en su caso, las jirafas– en su espacio natural. Recordemos, además de a Jane Goodall –la célebre primatóloga que estudió los chimpancés en Tanzania– a Dian Fossey que observó a los gorilas en Ruanda o a Birutė Galdikas que estudió los orangutanes en las selvas de Indonesia.
Su impacto en la comprensión actual de la biología y el comportamiento de las jirafas fue el foco del documental de radio de CBC de 2011 Wild Journey: The Anne Innis Story, el documental de 2018 The Woman Who Loves Giraffes y el libro infantil de 2021 The Girl Who Loved Giraffes and Became the World's First Giraffologist. 
Además de sus investigaciones sobre jirafas, Dagg realizó de manera extensa publicaciones sobre camellos, primates y otra fauna canadiense. Planteó inquietudes sobre la influencia de la sociobiología en la divulgación de la investigación zoológica al público general. También investigó y escribió de manera extensa sobre el sesgo de género en el ámbito académico, haciendo hincapié en el impacto negativo que las normas antinepotismo pueden desencadenar en las carreras académicas de las mujeres de profesores varones y sobre los entornos laborales académicos que, con su sexismo, no apoyan a las investigadoras.

## Primeros años y educación
Anne Innis nació el 25 de enero de 1933 en Toronto (Canadá). Su madre, Mary Quayle Innis, era escritora; publicaba cuentos y libros de historia. Su padre, Harold Innis, era profesor de economía política en la Universidad de Toronto. Anne era la menor de los cuatro hijos e hijas del matrimonio; Donald, Mary y Hugh eran sus hermanos mayores. 
Asistió a la escuela para niñas Bishop Strachan. Después, realizó sus estudios en la Universidad de Toronto, obteniendo en 1955 un grado en Biología y un año más tarde un máster en Genética. Anne viajó entonces a Sudáfrica para investigar sobre las jirafas. A su vuelta, en 1957, se casó con el físico Ian Ralph Dagg, que fue profesor en la Universidad de Waterloo entre 1959 y 1993 (finalizando sus estudios en 1967), año en el que falleció. La pareja tuvo tres hijos: Hugh, Ian y Mary.

## Carrera
Dagg publicó más de sesenta artículos científicos arbitrados sobre temas como el comportamiento de los mamíferos, la sociobiología, homosexualidad, el feminismo, el sexismo universitario y los derechos de los animales. También escribió veinte libros sobre temas relacionados con los citados anteriormente.
Impartió cursos de mastozoología y gestión de la fauna silvestre, además de otras temáticas, trabajando como profesora adjunta en el Departamento de Zoología de la Universidad de Guelph, de 1968 a 1972. Dedicó el resto de su carrera al programa de Estudios Integrados de la Universidad de Waterloo, que posteriormente fue renombrado como Estudios Independientes. De 1986 a 1989, fue directora académica del programa antes de asumir el cargo de asesora académica. 
El interés de Anne por la fauna canadiense comenzó a finales de la década de 1960, estando ella impartiendo un curso en la Universidad de Guelph. Durante este desempeño, le sorprendió descubrir que había una escasa investigación sobre mamíferos y aves menores, por haberse dedicado mayores esfuerzos para la investigación sobre especies de caza mayor en Ontario y Columbia Británica, como el caribú . En 1972, fundó en Waterloo, Ontario, el Otter Press, para poder publicar ahí las investigaciones que creía importantes. Su primera publicación fue Matrix Optics, de su marido Ian Dagg. En 1974 le seguriía su propio libro sobre la fauna canadiense, Mammals of Waterloo and South Wellington Counties, coescrito con CA Campbell. 
Uno de los temas objetivo de Anne también fue el de la interpretación de género en el comportamiento animal. En 1985, dejó ver su preocupación por el impacto de la sociobiología en las publicaciones académicas y en la información vertida al público general sobre el comportamiento social de los animales, en su libro Harenes y otros horrores: Sesgo sexual en la biología del comportamiento. Especialmente le preocupaba lo que observó como un aumento en la antropomorfización del comportamiento animal, un uso de un lenguaje inexacto, sobre todo basado en el ser humano, para describir el comportamiento anima. Por ejemplo, la conducta de apareamiento de las hembras, la cual se describía como tímida o coqueta. 
En 1975, fue reconocida por el Museo Nacional de Ciencias Naturales en un acto donde se realizó una una exhibición dedicada a sus logros en las ciencias naturales.  Recibió el Premio Batke de Derechos Humanos en 1984 por el organismo "KW Status of Women" en reconocimiento a su trabajo en los campos de la la igualdad de género y la justicia social. También recibió, en 2017, un Premio Lane Anderson, por su libro infantil de no ficción 5 Giraffes, co-escrito con Caroline Fox.  Premio del que donó los diez mil dólares que lo acompañaban para dedicarlo a esfuerzos de conservación de las jirafas.  En 2019, la Sociedad Canadiense de Zoólogos la nombró Miembro Honorario, reconociendo sus contribuciones a la zoología canadiense. Y fue investida en mayo de 2022
Discriminación en el campo científico
A pesar de sus logros académicos, objetivamente demostrados, a Dagg se le denegó la titularidad en la Universidad de Guelph en 1972, alegando dudas sobre sus cualificaciones.   En palabras de Anne, el decano le había dicho que le denegaba la titularidad, en parte, porque vivía fuera de Guelph (con su familia) y no participaba en la comunidad. Ella señaló su sólida trayectoria como investigadora, así como el apoyo que tenía por parte del alumnado, y mencionó la prohibición que tenían las mujeres de participar en los comités del campus. Calificó como desmoralizante el trato que recibió durante todo este proceso de revisión de la titularidad, vislumbrando un futuro sombrío para las mujeres en el ámbito académico, dada la discriminación patente en el sistema.  Su capacidad académica fue cuestionada de manera similar en la Universidad de Waterloo, donde le dejaron claro que no contratarían a ninguna mujer casada para un puesto de profesora titular a tiempo completo, dado que tenía una familia y un esposo que las mantenían.  
Pasó el resto de su carrera lo pasó afiliada al programa de Estudios Integrados de la Universidad de Waterloo, más tarde renombrado a programa de Estudios Independientes.
Tras sus experiencias discriminatorias en el ámbito universitario, comenzó a explorar a fondo los problemas de las mujeres en el mundo académico. En 1988 publicó el libro MisEducation: Women & Canadian Universities junto a Patricia J. Thompson. Entre otros temas, las autoras hablan de los estereotipos de género presentes en materiales y libros de texto, las bromas sexistas de los compañeros de trabajo, o la falta de apoyo o financiación para las investigadoras.
La iniciativa #TenureGiraffe está inspirada en Anne Innis Dagg. Se trata de un obsequio que reciben personas con pertenencia a comunidades de alguna manera discriminadas, y que finalmente consiguen «la titularidad», un hito en su profesión. Es una manera de honrar a aquellas personas a las que se les negó su titularidad, debido a su identidad y a pesar de sus méritos, como fue el caso de Anne.
También se mencionan estos hechos en el documental de 2011, "Wild Journey: The Anne Innis Story de Sandy Bourque", que narra la vida y carrera de Dagg, así como el impacto de la misma en el estudio de las jirafas. Este documental fue presentado por primera vez en la CBC, en su serie de radio "Ideas". En el mismo, además de explicar el trato injusto que sufrió Anne por parte de estos centros, se recoge el testimonio de Sandy Middleton, miembro de aquel comité, calificando el rechazo de "extremadamente injusto", probablemente motivado por la envidia hacia el éxito que estaba teniendo ella. Queda en duda si Sandy, en aquel momento, pudo hacer algo más por ayudar a Anne. Tras el estreno de este documental, la Universidad de Guelph tuvo que emitir una disculpa formal a Dagg y estableció la "Beca de Ingestigación de Verano Dra. Anne Innis Dagg", con el objetivo de apoyar la investigación de mujeres universitarias que estudian zoología o biodiversidad.

### Investigación de campo sobre las jirafas

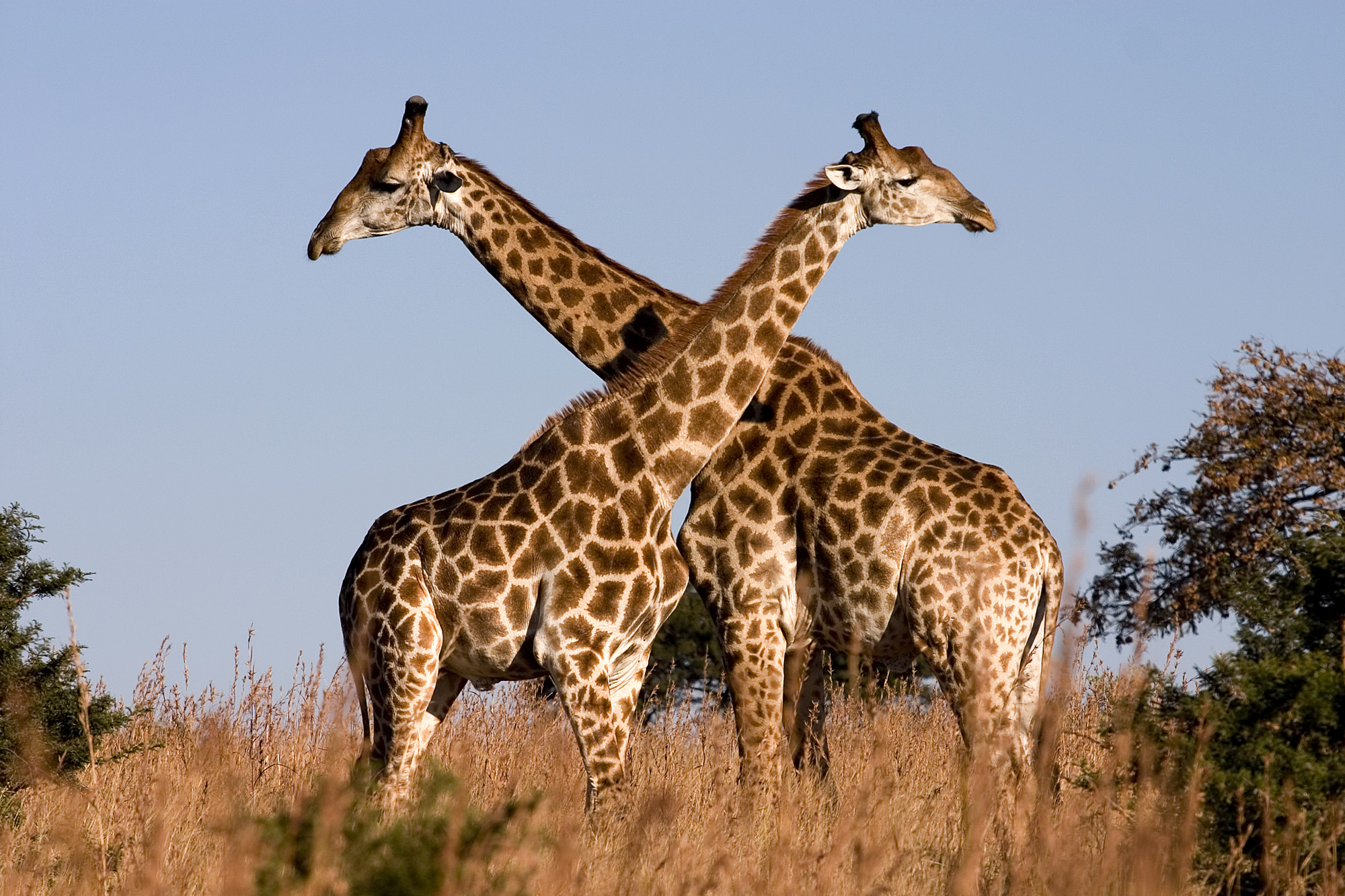
Jirafas macho en Sudáfrica.

Era conocida como "la Jane Goodall de las jirafas" y, sobre todo, fue reconocida por sus importantes contribuciones en el estudio de estos animales. Su primer interés por las jirafas se produjo cuando era niña, mientras visitaba con su madre el Zoológico Brookfield de Illinois con su madre.   
En 1950, a mediados de aquella década, viajó en solitario a Sudráfrica para estudiar el comportamiento de las jirafas cuando se encontraban fuera de cautiverio. Ella sintió la necesidad de ver jirafas en libertad, en lugar de confinadas en zoológicos, tal y como relató en una entrevista de 1974 al Toronto Star. Necesitó contactar con funcionarios del gobierno de distintos países africanos y así solicitar el permiso para poder realizar el estudio de las jirafas en su hábitat natural. Recibió rechazos de todos aquellos intentos, en algunos de los cuales le comentaron que no era un trabajo adecuado para una mujer.
Tuvo que cambiar la forma en la que firmaba sus cartas para poder acceder a dicho permiso. Contactó con el citricultor Alexander Matthew, que poseía un terreno cercano al Parque Nacional Kruger. Aquel parque estaba muy cerca de jirafas errantes. Anne firmó como "A. Innis", y Matthew concedió la solicitud, seguramente debido a que pensó que la carta estaba escrita por un hombre. Al llegar a este terreno, el propietario anteriormente citado, le dijo que se tendría que volver a Canadá, pues era impensable que ella pudiera compartir habitación con los peones. Pero Dagg, en lugar de regresar a donde le indicaban, viajó a Grahamstown, donde dedicó su tiempo en la Universidad de Rhodes a investigar sobre las jirafas.
Mientras estudiaba en la universidad, ella seguía insistiendo para poder quedarse en el terreno de Matthew, de hecho, le escribía varias veces por semana solicitándole permiso para regresar. Ante la insistencia, finalmente el propietario accedió a dejarle quedar en casa de su familia, con la condición de que ella prestara servicios religiosos a esta durante su estancia.
Su investigación acerca de las jirafas estableció un precedente, ya que es la primera vez que alguien del entorno científico se había propuesto estudiar a este animal en su estado salvaje. Además de la investigación en Sudáfrica, también viajó a Kenia y Tanganyika para expandir sus conocimientos sobre las jirafas. Solía pasar más de diez horas haciendo trabajo de campo y tomando exhaustivas notas sobre cada matiz del comportamiento de estos animales: cómo interactuaban o qué comían, por ejemplo. También fue la primera en observar algunas jirafas macho con comportamiento homosexual. Gracias a la originalidad de su investigación, que no tenía precedentes, en 1965 fue invitada al programa "To Tell The Truth", de la televisión estadounidense.
Al volver a Canadá tras finalizar su estudio de campo, inició un doctorado en comportamiento animal, en la Universidad de Waterloo. Completó estos estudios en 1967, bajo la supervisión de Anton de Vos, y con un trabajo de tesis en el que analizaba y comparaba los andares de las jirafas y otros grandes mamíferos. Se publicó en 1976 en "The Giraffe: Its Biology, Behavior and Ecology", coescrito con J. Bristol Foster (ecólogo), y es considerado, por profesionales de la investigación, como el texto fundacional sobre las jirafas.

## Vida personal
Anne se casó con Ian Ralph Dag en 1957, en el Ayuntamiento de St. Pancras, Londres. Su maridó fue profesor en el Departamento de Física de la Universidad de Waterloo, entre los años 1959 y 1993, y director de ese mismo departamento de 1988 a 1993. Estuvieron en pareja hasta la muerte de este, en 1993, y tuviero dos hijos (Hugh e Ian) y una hija (Mary).
Ella murió el 1 de abril de 2024, cuando tenía 91 años.

## Publicaciones

### Libros
- Canadian Wildlife and Man. Toronto: McClelland and Stewart. 1974. ISBN 9780771025204. 192 pp.
- With J. Bristol Foster: The Giraffe: Its Biology, Behavior, and Ecology. NY: Van Nostrand Reinhold Co. 1976.NY: Van Nostrand Reinhold Co. 1976. xiii+210 pp.
- Wildlife Management in Europe. Waterloo, Ont.: Otter Press. 1977.[32] ix+324 pp.
- Camel Quest: Summer Research on the Saharan Camel. Toronto: York Pub. & Print Co. 1978. ISBN 9780920424117. 192 pp.
- With Hilde Gauthier-Pilters: Gauthier-Pilters, Hilde; Dagg, Anne Innis; Gauthier-Pilters, Dagg (1981). The camel: its evolution, ecology, behavior, and relationship to man. University of Chicago Press. ISBN 0226284530.
- Harems and Other Horrors: Sexual Bias in Behavioral Biology. Waterloo, Ont.: Otter Press. 1983. ISBN 9780969096375. 125 pp.|
- The Fifty Percent Solution: Why Should Women Pay for Men's Culture?. Waterloo, Ont.: Otter Press. 1986. 128 pp.
- With Patricia J. Thompson: MisEducation: Women & Canadian Universities. Ontario Institute for Studies in Education Press. 1988. ISBN 978-0-7744-0318-4.Ontario Institute for Studies in Education Press. 1988. ISBN <bdi>978-0-7744-0318-4</bdi>. OL 2139185M.
- The Feminine Gaze: A Canadian Compendium of Non-fiction Women Authors and Their Books, 1836–1945 (With foreword by Helen M. Buss). Waterloo, Ont.: Wilfrid Laurier U. Press. 2001. ISBN 0-88920-355-5.[33] 355 pp.
- "Love of Shopping" Is Not a Gene: Problems with Darwinian Psychology. Montreal: Black Rose Press. 2005. ISBN 978-1-55164-256-7.
- Pursuing Giraffe: A 1950s Adventure. Waterloo, Ont.: Wilfrid Laurier U. Press. 2006. ISBN 9780889204638. 281 pp.
- The Social Behavior of Older Animals. Baltimore: Johns Hopkins U. Press. 2009. ISBN 9780801890505.[34] ix+225 pp.
- Animal Friendships. New York: Cambridge U. Press. 2011. ISBN 9781107005426. viii+238 pp.[29]
- With Lee E. Harding: Human Evolution and Male Aggression: Debunking the Myth of Man and Ape. Amherst, N.Y.: Cambria Press. 2012. ISBN 9781621968078.
- Giraffe: Behavior, and Conservation. New York: Cambridge U. Press. 2014. ISBN 9781107034860.
- Smitten By Giraffe: My Life as a Citizen Scientist. Montreal: McGill-Queen's University Press. 2016. p. 226. ISBN 978-0773547995.

### Artículos
- Innis, Anne Christine (September 1958). «The Behaviour of the Giraffe, Giraffa camelopardalis, in the Eastern Transvaal». Proceedings of the Zoological Society of London 131 (2): 245-278. doi:10.1111/j.1096-3642.1958.tb00687.x.
- Dagg, Anne Innis (May 1960). «Gaits of the Giraffe and Okapi». Journal of Mammalogy 41 (2): 282. doi:10.2307/1376381.
- Dagg, Anne Innis (19 January 1971). «Giraffa camelopardalis». Mammalian Species (5): 1-8. doi:10.2307/3503830.